# Jávský člověk

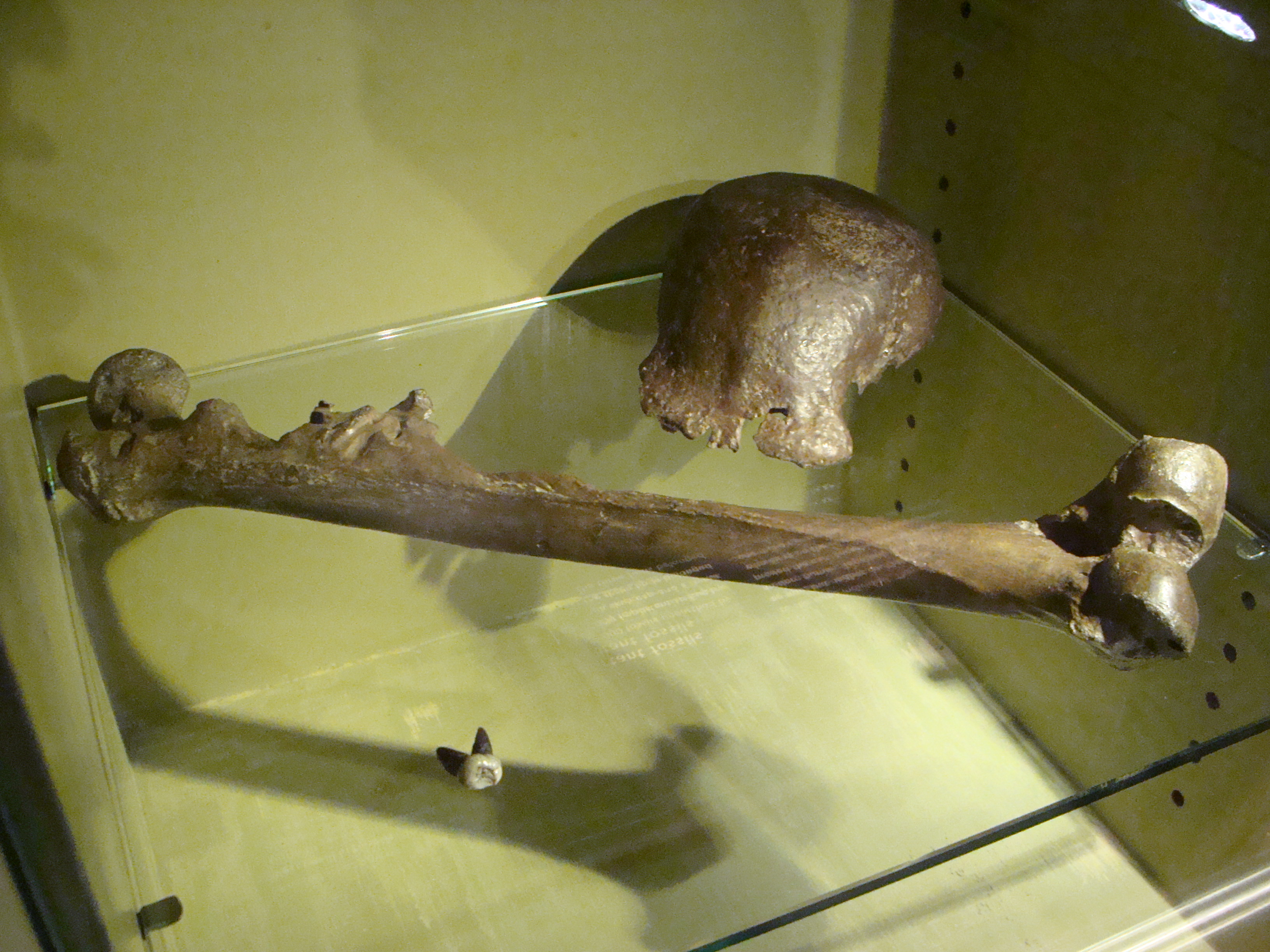
Originální fosilie Jávského člověka

Jávský člověk, latinsky Homo erectus erectus, dříve také Anthropopithecus erectus a Pithecanthropus erectus, je lidská fosilie objevená v letech 1891 a 1892 na ostrově Jáva (dnes součást Indonésie). Její stáří se odhaduje mezi 700 000 a 1 000 000 let. V době svého objevu to byla nejstarší fosilie hominidů, jaká kdy byla nalezena.
Tým vedený Eugènem Duboisem vykopal zub, lebku a stehenní kost u Trinilu na březích řeky Solo na východní Javě. Dubois tehdy tvrdil, že nalezl dlouho hledaný „chybějící článek“ mezi lidoopy a lidmi. Dal druhu vědecké jméno Anthropopithecus erectus, později jej přejmenoval na Pithecanthropus erectus. Fosilie vzbudila hodně kontroverzí. Deset let po objevu již o ní existovalo osmdesát publikací. Duboisův argument o "chybějícím článku" však přijal málokdo. Někteří fosílii zařazovali k lidoopům, jiní k anatomicky moderním lidem (Homo sapiens), mnoho jiných vědců považovalo jávského člověka za primitivní vedlejší větev evoluce, která vůbec nesouvisí s moderními lidmi. Nakonec podobnosti mezi jávským člověkem a nově objeveným člověkem pekingským (Sinanthropus pekinensis) vedly Ernsta Mayra v roce 1950 k přiřazení obou fosilií k druhu Homo erectus. I jiné fosílie nalezené v první polovině dvacátého století na Jávě, v Sangiranu a Mojokertu, byly nakonec přiřazeny k druhu Homo erectus.
Kvůli určitým odlišnostem jávského člověka oproti ostatním populacím Homo erectus začali někteří vědci v 70. letech hovořit o poddruhu Homo erectus erectus. Fosílie jávského člověka se od roku 1900 nachází v nizozemském Nederlands Centrum voor Biodiversiteit Naturalis, tedy v národním muzeu přírodní historie v Leidenu.